# Ove Sprogøe - de største øjeblikke
|  | Denne artikel er oprettet af botten PalnaBot ud fra en ekstern database. Den kan derfor have sproglige fejl eller mangler. Denne skabelon kan fjernes efter kontrol af indholdet. |

Ove Sprogøe - de største øjeblikke er en film med ukendt instruktør.

## Handling
Få fik som Ove Sprogøe sat sit præg på alle de forskellige facetter, som skuespillet og komedien kan byde på - om det så var reklamer, absurd teater, lystspil på både film og scene. Blandet med helt nye interviews med Morten Grunwald og Henning Sprogøe er her de mest mindeværdige klip med en af Danmarks største skuespillere.